# Дивна Карлеуша
Дивна Карлеуша (Птуј, 25. јануар 1958 — Београд, 3. март 2019) била је српска новинарка и радијска водитељка.

## Биографија
Дивна је завршила XI београдску гимназију, a потом је уписала Правни факултет Универзитета у Београду, иако је желела да упише сликарство. Није завршила факултет јер се млада удала.
Рођена је у Птују у Словенији, једно време је живела је у Загребу и Пули. Мајка јој је била из Добоја, а отац Словенац, који је погинуо када је она имала десет година.
С мајком и сестром је становала у Земуну, а потом се преселила на Нови Београд, где су од војске добили већи стан, с обзиром да јој је отац био пилот.
Са само 19 година се удала за Драгана Карлеушу, криминалистичког инспектора с којим је 1978. године добила кћерку Јелену. Њих двоје су се развели још док је Јелена била мала, али су ипак живели још неколико година након развода. Након Драгана, Дивна је 17 година била у вези с певачем Велимиром Митровићем Галетом.
Са четрнаест година је победила у квизу Микрофон је ваш и тако добила прилику да направи свој петоминутни програм на радију. Њена емисија је била запажена, иако није победила у квизу. Неколико година касније се пријављује за хонорарну сарадњу Радија 202 и добила је прилику у информативној редакцији. Након тога је радила Вечерњу ревију жеља на Првом програму.
Захваљујући свом очаравајућем гласу врло брзо је стекла велики број обожаваоца који су јој често приређивали изненађења, иако нису знали ни како изгледа. Многим певачима је пуштајући њихове песме, чак и када су неки од њих били забрањени, помогла им је да постану популарнији.
Била је члан Радија 101 од његовог оснивања. Прво је радила као водитељка, потом као уредница све до 2005. године.
Дивна је Цецине песме са албума Кукавица пуштала кад нико није хтео и смео, а због тога је једно време било чак и суспендована. Исти случај био касније и песмама Лепе Брене. Након гашења Радија 101, једно време је радила у прес-служби Радио Београда.
Учествовала је у више ријалити програма. Први пут се појавила у ВИП Великом брату 2010. године, потом је 2013. године учествовала у петој сезони Фарме, а током 2015. године била је учесник четврте сезоне Парова. Била је и учесник ријалити емисије Академија дебелих, где је уз помоћ стручних лица покушала скинути вишак килограма.
Након трогодишње борбе са раком, преминула је 3. марта 2019. године у свом дому у Београду. Сахрањена је на Новом бежанијском гробљу.